# Feistritztal
Feistritztal é um município da Áustria, situado no distrito de Hartberg-Fürstenfeld, no estado da Estíria. Tem 25,7  km² de área e sua população em 2019 foi estimada em 2.406 habitantes.